# Papello
Il papello (termine derivato dal siciliano papeddu) è un biglietto o uno scritto, lungo e circostanziato, una lettera, un ricorso o un rapporto. Nell'ambito del giornalismo italiano il termine indica un foglio scritto contenente le richieste di Cosa nostra ai rappresentanti dello Stato nel corso della trattativa Stato-mafia avvenuta agli inizi degli anni novanta. Il 15 ottobre del 2009 una copia del papello fu consegnata da Massimo Ciancimino attraverso il suo legale Francesca Russo al pubblico ministero di Palermo.

## Contesto storico

### La trattativa stato-mafia
Le vicende di mafia degli anni novanta, con gli attentati a Giovanni Falcone e Paolo Borsellino e le successive bombe del '92 e '93 di Milano, Firenze e Roma, sono state più volte oggetto di indagini che hanno coinvolto diversi personaggi, tra cui Vito Ciancimino, Totò Riina e Bernardo Provenzano. Negli anni successivi alcuni pentiti di mafia hanno rilasciato dichiarazioni che hanno messo in dubbio la versione originaria dei fatti, testimoniando il coinvolgimento di pubblici ufficiali dello Stato in una trattativa con Cosa Nostra.
Nel 2009, in relazione a tale vicenda, sono stati ascoltati come testimoni anche i politici Nicola Mancino e Luciano Violante.
Secondo le dichiarazioni rilasciate da Massimo Ciancimino (figlio dell'ex-sindaco di Palermo Vito Ciancimino), la trattativa, avviata da Totò Riina e Bernardo Provenzano all'inizio degli anni novanta, sarebbe proseguita almeno fino al 2000, con l'aggiunta della partecipazione dei fratelli Filippo e Giuseppe Graviano.
A quanto emerge dai primi risultati dell'indagine avviata nel 2009 (nella quale è stato sentito come testimone anche l'ex-ministro Claudio Martelli), la trattativa avrebbe avuto inizialmente due fasi distinte, prima e dopo le stragi che hanno ucciso Giovanni Falcone e Paolo Borsellino. In entrambi i casi, emerge un ruolo attivo svolto da Vito Ciancimino.
Secondo quanto testimoniato da Massimo Ciancimino nel processo per favoreggiamento intentato dalla Procura di Palermo contro il Gen. Mario Mori ed il Col Mauro Obinu, nell'estate del 1992, subito dopo l'uccisione del giudice Giovanni Falcone, i Carabinieri avrebbero avviato una trattativa, tramite Vito Ciancimino, con i vertici di Cosa nostra. Per tutta risposta, Cosa nostra avrebbe avanzato delle richieste allo stato, attraverso il famigerato papello. Il documento è stato portato alla luce dal figlio di Vito Ciancimino, Massimo Ciancimino.
Nel corso del citato processo, Massimo Ciancimino è stato ascoltato numerose volte come teste principale dell'accusa, e i documenti da lui prodotti, compreso il papello, sono stati oggetto di approfondita analisi da parte della difesa dei due imputati che ne ha evidenziato numerose incongruenze e manipolazioni. Nello specifico, Massimo Ciancimino ha presentato due versioni del papello: una redatta da Vito Ciancimino ed un'altra in una grafia che non è stato possibile ricondurre a nessuno dei capimafia fino ad oggi conosciuti. Inoltre, nessuno dei documenti prodotti, compreso il papello, erano in originale, bensì in fotocopia.
Il processo si è concluso il 17 luglio 2013 con la seguente sentenza: "Il Tribunale di Palermo, visti gli articoli 378 e 530 del Codice di procedura penale, assolve Mori Mario e Obinu Mauro dell'imputazione ai medesimi ascritta perché il fatto non costituisce reato. Visto l'articolo 207 del Codice di procedura penale ordina la trasmissione di copia della presente sentenza delle deposizioni rese da Ciancimino Massimo e da Riccio Michele all'ufficio del Procuratore della Repubblica in sede per quanto di sua competenza".
Il Tribunale ha quindi assolto con formula piena Mori e Obinu dall'accusa di aver favorito la latitanza di Bernardo Provenzano e ha ravvisato, a carico dei due principali testi dell'accusa, Massimo Ciancimino e Michele Riccio, ai sensi dell'art. 207 del Codice di Procedura Penale, indizi del reato previsto dall'articolo 372 del Codice Penale (falsa testimonianza).

## Descrizione

### Il papello
Le richieste che Cosa nostra avanzò allo Stato per mano di Vito Ciancimino sarebbero state riassunte in dodici punti:
1. Revisione della sentenza del maxiprocesso di Palermo (che aveva condannato centinaia di mafiosi al carcere duro, indebolendo potentemente l'organizzazione criminale)
2. Annullamento del decreto legge che inaspriva le misure detentive previste dall'articolo 41 bis per i detenuti condannati per reati di mafia (il cosiddetto carcere duro)
3. Revisione dell'associazione di tipo mafioso (reato introdotto con la legge 13 settembre 1982 n. 646, detta "Rognoni-La Torre")
4. Riforma della legge sui pentiti
5. Riconoscimento dei benefici dissociati per i condannati per mafia (come avvenuto per le Brigate Rosse)
6. Arresti domiciliari obbligatori dopo i 70 anni di età
7. Chiusura delle super-carceri
8. Carcerazione vicino alle case dei familiari
9. Nessuna censura sulla posta dei familiari
10. Misure di prevenzione e rapporto con i familiari
11. Arresto solo in flagranza di reato[N 2]
12. Defiscalizzazione della benzina in Sicilia (come per Aosta).[9][10]

Al primo elenco di richieste, prodotte direttamente da Cosa nostra, ne fu allegato un secondo, con modifiche alle richieste prodotte da Vito Ciancimino (come mostrato dal figlio dell'ex sindaco di Palermo, che ha consegnato ai giudici che si occupano del caso entrambi i manoscritti).

#### Il "contropapello"
Massimo Ciancimino ha presentato anche altri documenti che la polizia scientifica ha confermato essere stati scritti esattamente nei periodi da lui indicati e firmati dal padre Vito Ciancimino, tra cui un "contropapello", cioè una revisione del papello. Il contropapello sarebbe stato scritto da Vito Ciancimino in quanto le richieste del papello originale di Riina sarebbero state troppo grandi per lo Stato, impossibili da applicare. Nel documento erano indicati due nomi: Mancino e Rognoni. Nel film La trattativa, Sabina Guzzanti ha ipotizzato che Totò Riina sia stato arrestato perché le richieste del papello erano inaccettabili e che la trattativa tra Stato e mafia sia proseguita con Bernardo Provenzano tramite Vito Ciancimino, che aveva scritto il contropapello.

### Dibattito sull'autenticità
Il pentito Giovanni Brusca è stato tra i primi a parlare del papello. Nel 1999 anche il pentito Salvatore Cancemi ne conferma l'esistenza. Afferma poi che Riina aveva preparato un papello, presentato ad una riunione, con cui chiedeva l'annullamento dell'ergastolo, la scarcerazione di alcuni boss, l'abolizione della legge sui collaboratori di giustizia e altre cose.
Il 20 ottobre 2009, l'ex colonnello dei ROS Mario Mori, imputato per favoreggiamento aggravato di Cosa nostra, ha dichiarato al tribunale di Palermo che non ci fu nessuna trattativa tra la mafia e lo Stato, e in una intervista successiva, Mori ha smentito di aver mai ricevuto dalle mani di Massimo Ciancimino o di altri il presunto "papello", preannunciando azioni legali in merito.
Anche il capitano "Ultimo" ha ritenuto non attendibili le dichiarazioni di Massimo Ciancimino sulla collaborazione tra Stato e mafia nella cattura di Provenzano, indicando nel figlio dell'ex sindaco di Palermo un "servo di Totò Riina".
La citata sentenza del 17 luglio 2013 getta una seria ombra sulla veridicità del papello presentato da Massimo Ciancimino, essendo stato lo stesso segnalato alla procura, dallo stesso Tribunale giudicante, per il reato di falsa testimonianza e nelle motivazioni esclude "patti o accordi per la mancata cattura del boss corleonese"
Secondo quanto affermato dal maresciallo Saverio Masi, il papello sarebbe stato ritrovato già nel 2005 nella villa di Massimo Ciancimino all'Addaura, durante una perquisizione effettuata dai carabinieri (alla quale partecipò anche personale della Guardia di Finanza). La circostanza gli sarebbe stata riferita dal capitano dei carabinieri Antonello Angeli che condusse e coordinò quella perquisizione. Sempre secondo Masi, il capitano Angeli avrebbe fatto fotocopiare il papello, lasciando poi però l'originale a casa del Ciancimino perché dai superiori sarebbe arrivato l'ordine di non procedere al sequestro”, in quanto si trattava di “documentazione già acquisita”. Il racconto del maresciallo Masi è stato sempre smentito dal capitano Angeli. Esso risulta peraltro inconciliabile anche con la versione di Massimo Ciancimino. Secondo quest'ultimo, quando i carabinieri effettuarono quella perquisizione (a cui il Ciancimino non presenziò poiché si trovava all'estero), il papello si trovava all'interno di una cassaforte che però i militari non aprirono. Sentiti in diversi procedimenti, nessuno dei partecipanti a quella perquisizione, carabinieri e finanzieri, ha mai riferito della presenza di una cassaforte. 
La Polizia Scientifica ha infine confermato l'autenticità del Papello e di molti altri documenti presentati da Massimo Ciancimino, 55 in tutto, e ha smentito l'autenticità di un altro documento, per il quale Ciancimino è stato indagato.